# Nommern
Nommern (luxemburgisch Noumerⓘ) ist eine Gemeinde im Großherzogtum Luxemburg und gehört zum Kanton Mersch.

## Zusammensetzung der Gemeinde
Die Gemeinde Nommern besteht aus den Ortschaften:
- Kruchten (Cruchten)
- Niederglabach
- Nommern
- Oberglabach
- Schrondweiler